# Aéroport international de Kayes Dag Dag

i7
i11
i13
Der Aéroport international de Kayes Dag Dag (IATA-Code: KYS, ICAO-Code: GAKY) ist ein internationaler Flughafen in der Republik Mali nordöstlich der Stadt Kayes. 

## Geschichte
Der Flughafen wurde als Ersatz für den südlich in der Stadt gelegenen unbefestigten Flugplatz Kayes 14° 25′ 52,4″ N, 11° 26′ 23,1″ W erbaut. Die neue Start- und Landebahn mit einer Länge von rund 2700 Meter, sowie die Rollwege und das 11.000 m2 große Vorfeld wurden asphaltiert sowie ein Tower und ein Terminal mit ca. 2000 m2 überbauter Fläche errichtet. Die Bauarbeiten hatten im Juni 2009 begonnen, sollten Ende Mai 2010 beendet sein. Aufgrund der Verlängerung der Startbahn von 1600 auf 2700 Meter konnte die Fertigstellung jedoch erst Mitte 2011 erfolgen. 
Am 18. September 2011 wurde der Flughafen durch den Präsidenten der Republik Amadou Toumani Touré eingeweiht und der ehemalige Flugplatz, der nur mit kleinen Maschinen angeflogen werden konnte, stillgelegt.  Ein Kerosin Tanklager ist noch im Bau. 
Die von Aigle Azur (1970) seit November 2011 bediente regelmäßige Linie zwischen Paris und Kayes wird nicht mehr angeboten. Bis zum 24. Dezember 2012 wurde der Flughafen durch Air Mali im Inlandsdienst angeflogen. Air Mali hat den Betrieb bis auf weiteres eingestellt.